# Alain Bashung

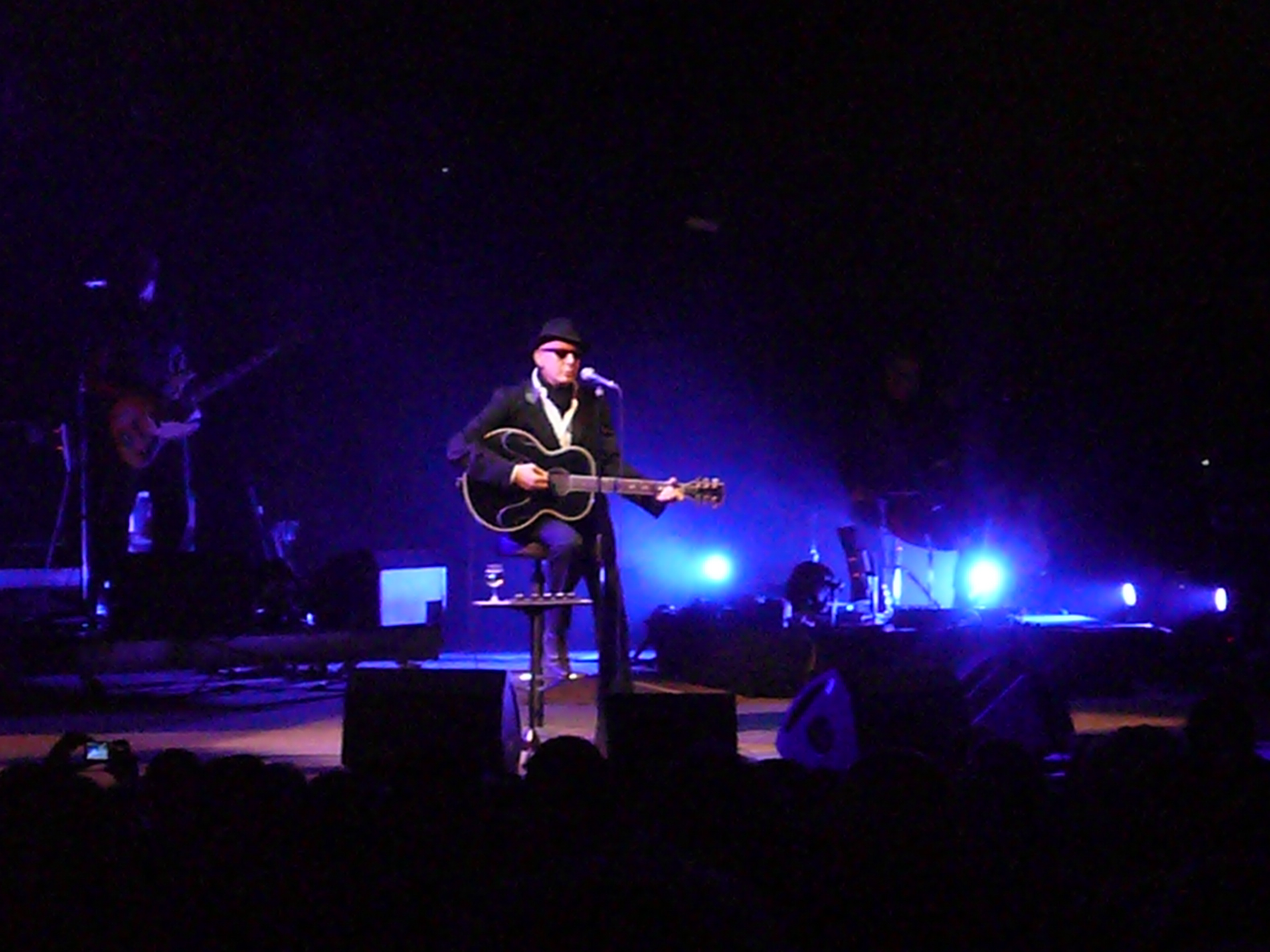
Alain Bashung 2008

Alain Bashung (París, 1 de desembre de 1947 – 14 de març de 2009) va ser un cantautor i actor francès. Es va convertir, després d'un difícil inici de carrera, en una figura important de la chanson i el rock francesos des de principis dels anys vuitanta i va influir en un gran nombre de cantants de la nova escena francesa amb èxits com «Gaby oh Gaby» (1980) i «Vertige de l'amour» (1980). Del seu vuitè disc, Osez Joséphine (1991), va produir títols amb menys impacte comercial, fet que no va impedir que fossin aclamats per la crítica. Ha publicat dotze àlbums d'estudi i dos pòstums.

## Discografia

### Àlbums d'estudi
- Roman-photos (1977)
- Roulette russe (1979)
- Pizza (1981)
- Play blessures (1982)
- Figure imposée (1983)
- Passé le Rio Grande (1986)
- Novice (1989)
- Osez Joséphine (1991)
- Chatterton (1994)
- Fantaisie militaire (1998)
- L'Imprudence (2002)
- Cantique des Cantiques (2002) (amb Chloé Mons)
- La Ballade de Calamity Jane (2006) (amb Chloé Mons i Rodolphe Burger)
- Bleu Pétrole (2008)
- L'Homme à tête de chou (2011) (pòstum)

### Àlbums en directe
- Live Tour 85 (1985)
- Tour Novice (1992)
- Confessions publiques (1995)
- La Tournée des grands espaces (2004)
- Dimanches à l'Élysée (2009)

### Compilacions
- Réservé aux indiens (1993)
- Mes petites entreprises (1998)
- Climax (1999)